# Lichtstadt Feldkirch
Lichtstadt Feldkirch es un festival de luces que tiene lugar en la ciudad de Feldkirch, situada en la región de Voralberg, Austria.
El Festival de Lichtstadt Feldkirch se celebró por primera vez del 3 al 6 de octubre de 2018, con motivo del 800° aniversario de la ciudad.

## Organización
El festival es organizado por una asociación sin fines de lucro fundada en noviembre de 2017, está diseñada y gestionada artísticamente por un consejo de administración interdisciplinario, en estrecha colaboración con la dirección.
El proyecto ganó el primer lugar del Premio a la Innovación Turística de Vorarlberg en 2019.

## Presentación
El arte, el espacio urbano con sus muchas historias y rostros, así como las tecnologías modernas se reúnen en este festival urbano para crear una experiencia universal.
La luz, como material y medio, tiene una larga tradición en las bellas artes. Se explora constantemente de forma artística en el contexto de los avances en la tecnología de la luz, la energía y los medios de comunicación. Las posiciones y proyectos artísticos resumidos bajo el término Light Art (arte de la luz o luminismo) se manifiestan en numerosos formatos, a menudo a través de géneros. Los objetos de luz, películas, proyecciones, mapeos y esculturas hacen del espacio, el tiempo y el espectador una parte activa de la obra.

## Ediciones
En 2018, en el marco del festival se presentaron proyectos de artistas internacionales, incluyendo ArtificialOwl, Ólafur Elíasson, Thilo Frank, Philipp Geist, Neon Golden, David Reumüller, starsky, Nives Widauer, y Stoph Sauter feat. Rey Zorro.
La edición de 2020 se cambió para octubre de 2021, debido al Covid-19.